# Кистинский диалект

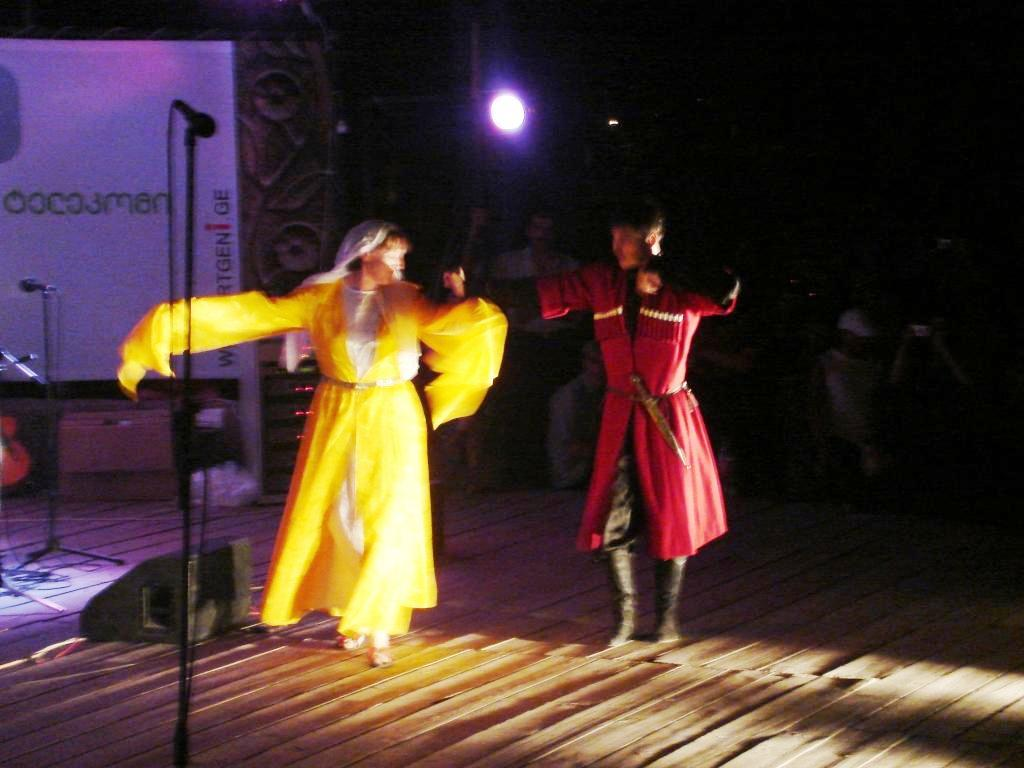
Кистинский фольклорный ансамбль «Панкиси» из Панкисского ущелья выступает на фестивале ArtGene (Этнографический музей, Тбилиси, Грузия)

Кистинский диалект (чечен. КистӀийн меттакеп) — диалект чеченского языка, представлен в Ахметовском муниципалитете Грузии. На кистинском диалекте говорят жители селений Дуиси, Джоколо, Омоло, Биркиани, Дзибахеви, Халацани и других селений, расположенных на берегу реки Алазани, в Панкисском ущелье Грузии, от которого до границы с Чечнёй 70 км..

## Общие сведения
Первые сведения о кистинском диалекте написал профессор А. Н. Генко, а также Д. С. Имнайшвили, посвятил ряд статей кистинскому диалекту. Кистинскому диалекту посвящена также кандидатская диссертация И. Ю. Алероева под названием «Кистинский диалект чеченского языка».
Диалект свормировался путём симбиоза галанчожского и итумкалинского диалектов чеченского языка. Речь жителей каждого села имеет свои специфические черты. В кистинских селах можно встретить представителей и итум-калинского, и галанчожского диалектов, и аккинского говора.
В настоящее время носителями кистинского диалекта являются выходцы из двух горных районов Чечни — Итум-Калинского и Галанчожского. Носителями диалекта являются следующие чеченские общества: майстой, орстхой, малхий, аккий, хилдехарой, терлой, хачарой. Основную массу кистинцев составляют представители галанчожского диалекта, подразделяющегося на майстинский, мелхинский, аккинский и орстхоевский говоры.
Кистинский диалект представляет собой совокупность сельских говоров: джоколойского, дуисского, омалойского.
Диалект достаточно изучен и обычно классифицируется учеными как кистинский диалект чеченского языка. Ещё в XIX веке исследователь кавказских языков П. Услар писал, что «считать язык кистов Панкиси отдельным языком нельзя, и что он является диалектом чеченского языка». В классификации российского лингвиста, старшего научного сотрудника Института языкознания РАН Ю. Б. Корякова вместе с галанчожским и ауховский (аккинским) диалектами включается в состав аккинско-орстхойского наречия.

## Образование
С 2016 года во многих школах в Панкисском ущелье Грузии чеченские школьники начали изучать родной язык. Жители ущелья, в особенности, совет старейшин и молодежь, с 2015 года стали активно требовать у властей Грузии ввести предмет в школьную программу.
Изучение родного языка является необязательным и выбирается по желанию. Научиться читать и писать по-чеченски могут ученики лишь пятых и шестых классов — существует проблема с учебниками и для старших классов, предмет пока «недоступен» именно из-за отсутствия книг.
В 2017 году в Панкиссии активисты из Чечни открыли библиотеку имени всемирно известного политолога Абдурахмана Авторханова, в которую вошли книги чеченских писателей и поэтов. Также активисты подарили буквари на чеченском языке для учеников младших классов.
Кавказовед Мераб Чухуа поддержал инициативу властей Грузии начать обучать школьников Панкисского ущелья чеченскому языку. Мераб Чухуа отметил следующее:

«Я думаю, что обучение (чеченскому языку — прим. ред.) в Панкисском ущелье — это шаг вперед. Как ученный и педагог, и как специалист чеченского и, вообще, нахских и кавказских языков, могу сказать, что этим шагом Грузия делает новшество на Кавказе… Мы должны спасать чеченскую речь в Грузии, которая у нас представлена, в первую очередь, как панкисский диалект, кистинский диалект вайнахских языков»